# 並木優
並木 優（なみき ゆう、1989年3月3日 - ）は、日本の元AV女優。現在、DJ、楽曲提供、イベント出演。

## 人物
プロフィール
趣味特技については、KUKI・プロフィールでは、趣味がショッピング 、カフェめぐり、 カラオケ 、ゲーム、 音楽で、特技はがケン玉 、ピアノ。移籍したアイデアポケット・プロフィールでは、趣味がバドミントン、特技がけん玉である。また、Milky Pop Generation公式HPは趣味/特技は、ショッピング 、カフェ巡り、カラオケ、けん玉とある。性格には「ずぼら」で「寝坊」をすることが多いが、そのかわいさで許されてしまうという。
音楽活動
「並木優は、シンガーとしてだけではなく、自らDAW（音楽制作用のPCソフト）を駆使し、トラックメイクまで手がけている「DTMer」である」という。
Milky Pop Generationに所属し、2枚のCDを発売している。現在、 DJ、楽曲提供、イベント出演活動している。

AV活動
2008年3月にKUKI専属女優としてAVデビューし、一度引退し再デビューしている。2012年にはアイデアポケットに移籍、2016年3月の作品を最後にAV女優を引退した。

## 略歴
2008年3月14日、KUKI専属女優としてAVデビュー。2009年2月1日、公式ブログにて、翌3月をもって引退することを発表。
2009年10月9日、『並木優 復活祭』でKUKI専属女優として再デビュー。2009年10月14日、公式ブログ「ゆうのヒミツ日記」更新再開。2010年7月26日、XCITY14周年記念のキャンペーンガールに起用された。
2012年8月、アイデアポケットに専属移籍した。2013年、『あっ、明日から下着上下そろえよー委員会。』Ustreamに出演。2013年12月4日、『配信限定シングル「リング・ア・ベル 禁断サンタのクリスマスEP」』PVに主演。2014年、Milky Pop Generationに参加。音楽活動の本格化。2014年3月15日、ライブ「みるじぇね春の女の子祭り〜10回記念SP〜」出演。2016年3月、AV女優を引退。

## 出演作品

### アダルトビデオ
※特記のない場合、全てKUKIよりリリース
2008年
- 初花-hatsuhana（3月14日）[14]
- 2nd Virgin（4月11日）[14]
- High school days（5月9日）[14]
- ボディフェティッシュ（6月13日）[14]
- 部活H! アスリート篇（7月25日）[14]
- 優がやさしく痴女してあげる（8月22日）[14]
- 完全無欠のセックスドール ジュリエット2号（9月12日）[14]
- 恋人映像（10月10日）[14]
- 盗撮オフィス 死角に潜む罠（11月14日）[14]
- KUKI 未公開 01（12月12日）…オムニバス作品[14]
- 姫とメイド（12月26日）[14]

2009年
- ビストロ SEX TOYS フルコース（1月9日）[14]
- フーゾクDX（2月13日）[14]
- 合コンの王様 売れっ子単体女優のみなさんと合コン&即SEX（3月27日）[14]
- セルフ 〜最後に見せちゃうわたしの全て〜 引退作（3月27日）[14]
- デビュー1周年記念! 並木優が選ぶエロぃカウントダウン BEST 12 （4月24日）[14]個人総集編
- KUKI 未公開 02（6月26日）…オムニバス作品[14]
- 並木優 復活祭!!（10月9日）[14]
- 優ちゃんねる（11月13日）[14]
- 時間が止まるスイッチ（12月11日）[14]

2010年
- 妄想する桃尻女教師（1月8日）[14]
- KUKI未公開 03（1月22日）
- 裸BEACH PARTY（2月12日）[14]
- 並木優×黒川きらら ヤリなおし修学旅行。（2月26日）[14]
- 狭いところでSEX（3月12日）[14]
- スーツスタイルウーマン 4時間 02（3月26日）[14]
- 5つの体位で激ピストン（4月9日）[14]
- もしも、並木優におちんちんが生えてきちゃったら（5月14日）[14]
- 並木優の早漏改善セミナー（6月11日）[14]
- NGプレイをやってみた（7月9日）[14]
- 並木優の名器を完全再現 リアル・オナニーホールをつくろう!（8月13日）[14]
- 超変身!アニメコスプレックス（9月10日）[14]
- 鼠先輩プロデュース!並木優をファンのお宅へデリバリー（10月8日）[14]
- m(エム) せかいでいちばん悲しい唄 世界で一番いやらしいカラダ（11月12日）[14]
- 3D×Highクオリティ!並木優の女子校生夏合宿（12月10日）[14]
- 初公開 並木優 100の告白（12月10日）[14]

2011年
- おちんちんイジるのお手伝いオナニーサポート（1月14日）[14]
- デビュー2周年記念! 並木優が選ぶエロぃカウントダウン BEST12（1月14日）個人総集編[14]
- とめどない顔射（2月11日）[14]
- 汗だくSEX（3月11日）[14]
- Mルームサービスアナタのいいなりマゾ奴隷（5月1日）[14]
- 並木優vsデカチン団（6月10日）[14]
- あなたのお悩み解決しますおちんちんクリニック（7月8日）[14]
- 並木優がヤンキー女子校生に大変身!! マジかよ学園（8月12日）
- 即ズボッ!どっきりSEX（9月9日）
- 1日1名様限定 貸し切り超高級ソープ（10月14日）
- 僕のカワイイ妹が寝取られて…（11月11日）
- デビュー3周年記念!並木優が選ぶエロぃカウントダウンBEST12（12月9日）個人総集編
- 痴漢バス たまらない食い込み（12月9日）

2012年
- ごちゃまんJAPAN ポイポイピー乱交パーティースペシャル 4時間（1月13日）
- ワガママお嬢様はイケメン執事をエロいじめ（1月13日）
- 並木優をオタク男子がやりたい放題（2月10日）
- 癒らしい義姉さん（3月9日）
- FIRST IDEAPOCKET（8月19日、アイデアポケット）
- セックス全部、見せます。 上巻 前期作品×全本番（9月14日）個人総集編
- 学校でしようよ!（9月19日、アイデアポケット）
- セックス全部、見せます。 下巻 後期作品×全本番（10月12日）個人総集編
- 並木優の濃厚な接吻とSEX（10月19日、アイデアポケット）
- 優先生の誘惑授業（11月19日、アイデアポケット）
- 限定1000セット! 並木優 全44タイトル＋1 コンプリートBOX（12月14日）個人総集編
- 僕と優の甘～い性活（12月19日、アイデアポケット）

2013年
- 見つめ合って感じ合う情熱SEX（1月19日、アイデアポケット）
- 世界最高級ソープへようこそ（3月19日、アイデアポケット）
- カテキョ カワイイ顔してとってもスケベな家庭教師（4月19日、アイデアポケット）
- DIGITAL CHANNEL DC104（5月1日、アイデアポケット）
- 断り切れずにヤラせちゃう女 私押しに弱いんです（6月19日、アイデアポケット）
- LOVE SEMEN（7月19日、アイデアポケット）
- ゆうたむベスト（8月19日、アイデアポケット）個人総集編
- デリバリーSEX アナタの自宅に並木優をお届けします（10月19日、アイデアポケット）
- 感汁女 解放された性欲（11月19日、アイデアポケット）
- 秘密女捜査官（12月19日、アイデアポケット）

2014年
- オレ専用家政婦（1月19日、アイデアポケット）
- 彼女の姉貴とイケナイ関係（2月19日、アイデアポケット）
- 究極の尻フェチマニアックス（3月19日、アイデアポケット）
- 並木優 PREMIUM BOX8時間（4月19日、アイデアポケット）個人総集編
- 夫の目の前で犯されて（5月19日、アイデアポケット）
- いいなり服従新入社員（6月19日、アイデアポケット）
- 天海つばさ 並木優 240分W本指名SPECIAL 極上風俗4本番（7月19日、アイデアポケット）
- ひとつ屋根の下でファンと24時間お泊りSEX（9月19日、アイデアポケット）
- 美人図書館員の消したい過去（10月19日、アイデアポケット）
- 遂に解禁！初パイパン（11月19日、アイデアポケット）
- 僕だけの並木優 優たむと見つめ合う完全主観8時間（12月19日、アイデアポケット）

2015年
- エスカレートする兄嫁の過激な誘惑（1月19日予定、アイデアポケット）

### イメージビデオ
- らぶぱら（2010年7月23日、竹書房）
- エロキュート（2010年8月27日、オルスタックピクチャーズ）

### テレビ
- ヴィーナス・フューチャー＃74（2009年、エンタ!371）
- ゴッドタンスペシャル（2010年1月3日 、テレビ東京）-「キス我慢選手権・ファイナル」
- 志村けんのバカ殿様 初笑い!時代劇スペシャル （2010年1月7日、フジテレビ）- 腰元役
- 志村けんのだいじょうぶだぁ「暑さ忘れて大爆笑　暑いの暑いのとんでいけー!SP」（2010年9月7日、フジテレビ）
- 桃のささやき #9（2010年10月27日初回放送、MONDO TV）
- ビートたけしのもう1回だけヤラせてTV（2010年12月28日、TBS）

### WEB配信
- あっ、明日から下着上下そろえよー委員会。[15]（2013年、セクシーアイドルch）

### CD
- トキメキ☆インストール（2011年1月26日、マークス、CTOX-002）
- Voyage（2012年8月、Milky Pop Generation、MPCD-15003）
- to believe（2013年6月7日、MILKY POP GENERATION）

### 写真集
- らぶぱら（2010年6月25日、竹書房、撮影：マキハラススム）ISBN 978-4812442470

### Web写真集
- You May Dream XCITY（2009年10月15日、撮影：マキハラ ススム）
- プライベートトリップ XCITY（2010年6月7日、撮影：マキハラ ススム）